# Guevarismo

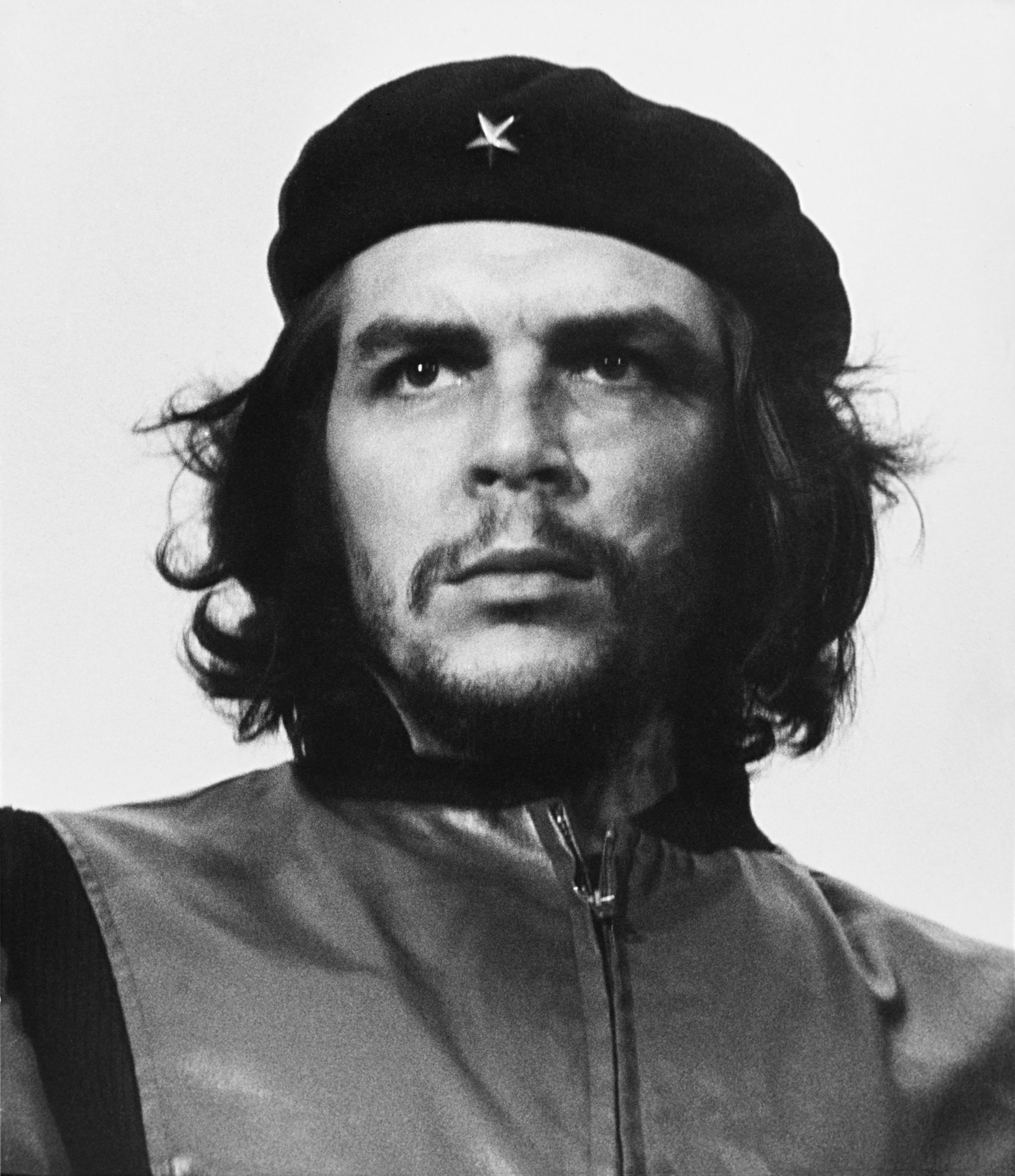
Ernesto Che Guevara

Il guevarismo è la dottrina politica di stampo comunista  nata dal pensiero del rivoluzionario e politico argentino naturalizzato cubano Ernesto Che Guevara.

## Aspetto sociopolitico
Secondo Guevara, lo Stato non è altro che il risultato del lavoro di tutti i cittadini, uniti nell'obiettivo di creare una società basata sull'uguaglianza e sulla solidarietà.

## Aspetto economico
Da punto di vista economico, Guevara non si scosta molto da Karl Marx, aggiungendo ai suoi ideali fondamentali due principi puramente guevaristi:
- il Trabajo volontario (Lavoro volontario), cioè l'idea di Guevara di istituire turni di lavoro gratuiti la domenica, con lo scopo di velocizzare la ricostruzione del paese dopo la rivoluzione;
- l'Hombre nuevo (Uomo nuovo), cioè un vero e proprio ridimensionamento del pensiero umano (per questo Guevara definiva questi uomini nuovi), che avrebbe portato a far diventare tutti i lavoratori un'unica entità senza compromessi politici.

## Aspetto rivoluzionario
L'aspetto più importante del guevarismo è senza dubbio quello rivoluzionario: Guevara, infatti, oltre che per il suo paese d'adozione, propone il guevarismo per liberare tutti i paesi del Terzo Mondo dall'imperialismo americano.